# Landelijke Unie der Kruisboogschutters
De Landelijke Unie der Kruisboogschutters (LUK) is een Vlaamse sportfederatie voor kruisboogschutters.

## Geschiedenis
De organisatie werd opgericht in op 11 februari 1978 als gevolg van de federalisering van België waarbij de gemeenschappen bevoegd werden voor onder meer sport en cultuur. Op 8 juli 2018 vierde de organisatie haar 40-jarig bestaan, al die jaren was Arnold Van Aperen voorzitter.

## Structuur
De organisatie is gehuisvest in Wuustwezel en telt circa 30 aangesloten verenigingen. Huidig voorzitter is Arnold Van Aperen en secretaris is Paul Bauters. De LUK is de Vlaamse vleugel van de Nationale Unie der Kruisboogschutters van België (NUKB) en is aangesloten bij VlaS en sportiv.